# Пискунов, Сергей Вадимович
Сергей Вадимович Пискунов (9 апреля 1989, Лисичанск, Луганская область) — украинский художник, который работает в стиле гиперреализм.

## Биография
Сергей Пискунов родился 9 апреля 1989 года в городе Лисичанск, Луганской области. Окончил Академию таможенной службы Украины (2012), по специальности «инженер компьютерных наук». На третьем курсе академии начал заниматься изобразительным искусством, после того как получил в подарок от будущей жены кисточки и краски. До пятого курса Сергей провел свою первую персональную выставку, а до окончания обучения провел уже три собственных выставки.
По окончании обучения получил направление на трудоустройство в Государственную таможенную службу Украины, главным инспектором отдела информационных систем и таможенной статистики в Киеве. С 2013 по 2016 год работал тестировщиком программного обеспечения в компаниях Sybase, Amadeus, Globallogic и Ciklum. После этого полностью посвятил себя искусству. Его работа из серии «Золотые Маски», для которой позировала модель Дарья Астафьева, стала победителем Artboxproject в Майами 2018 года. Пискунов также был победителем «Artist of the future» в номиниции художник будущего Contemporary Art Curator Magazine и финалистом «Artist of the year» в проекте CIRCLE foundation среди 668 других художников.
В 2018 году канадская модель Коко Роша снялась в фотосессии для его картин. Сергей Пискунов публиковался в специализированных изданиях по гиперреализму. Его работы представлены в лондонской галерее Plus One Gallery, которая специализируется на гиперреализме.

## Выставки
- 2012 — Art Hall Gallery, Киев[6]
- 2013 — Культурно-просветительский центр, Ковель[7]
- 2013 — New Gallery, Київ
- 2013 — International Art Project, Киев
- 2013 — New Natura Morta, Киев
- 2013 — «Neo-Still Life», Международный выставочный центр, Киев
- 2013 — Львовский дворец искусств, Львов
- 2013 — Labyrinth, Международный выставочный центр, Киев
- 2013 — Heritage, Международный выставочный центр, Киев
- 2013 — Personal View, Art Development Foundation, Киев
- 2013 — Музей духовных ценностей Украины
- 2013 — Independent Dependence, Международный выставочный центр, Киев
- 2014 — Kraft Foods, Киев
- 2015 — Zoom Gallery, Тель-Авив
- 2015 — Week of ART, Лондон
- 2015 — Art Affordable, Сингапур
- 2015 — art project, M17 Gallery, Киев
- 2016 — Artbox Gallery, Швейцария
- 2017 — 101 Gallerie, Мехико
- 2017 — Zoom Gallery, Тель-Авив
- 2018 — Bartoux Gallery, Париж
- 2018 — Platinum Gallery, США
- 2019 — Miami Art Week, Artbox project (победитель)
- 2019 — Center of Modern Art, Яньтай
- 2020 — Finalist of Circle foundation of the Arts, Artist of the year award